# 마오쩌둥 사상
마오쩌둥 사상(중국어 간체자: 毛泽东思想, 정체자: 毛澤東思想, 병음: Máo Zédōng sīxiǎng, 문화어: 모택동사상, 영어: Mao Zedong Thought) 또는 마오주의(영어: Maoism)는 마오쩌둥을 중심으로 하는 중국의 공산주의자들에 의해서 만들어진 공산주의 사상이다. 마오쩌둥 사상 신봉자는 마오주의자로 일컫는다.
마오쩌둥 사상은 〈중국화된 마르크스-레닌주의〉라고 할 수 있으나, 이 사상이 갖는 본질적 성격으로 인해서 마오쩌둥 사상은 산업 발전 수준이 낮은 국가 및 신식민지 국가에 적용할 수 있는 보편적인 마르크스-레닌주의로 이해된다.

## 개요
중국 공산당은 1945년 9월의 제7차 전당대회에서 당규에 "중국 공산당은 마르크스-레닌주의의 이념과 중국 혁명의 실천을 통일한 사상, '마오쩌둥 사상'을 당의 모든 지침으로 한다."라고의 문구를 추가했다. 여기서 말하는 '마오쩌둥 사상'이란 이념으로서는 마르크스-레닌주의를 지침으로 하면서, 그것을 중국의 실정에 적용시킨 혁명방식을 말한다.
마오쩌둥은 1910년대에 이어진 중국 혁명의 흐름 속에서 마르크스주의를 받아들였고, 중국 현실에 맞는 구체적인 혁명 이론을 창안하기 위해 힘썼다. 1921년 7월 중국 공산당이 건립되었을 때 그는 중국 공산주의 혁명의 동력이 될 수 있는 요소를 탐색하였고, 1925년 《중국의 사회 각 계층 분석》를 기점으로 광범위한 통일 전선의 성격을 갖는 혁명 이론을 구상하였다.
군벌시대 당시 중국의 산업화는 유럽에 비해 훨씬 늦었었다. 당시 중국은 농촌의 지주제에 기초한 1차 산업에 의존하고 있었으며, 소생산에서 벗어난 대량 생산 체계의 산업 라인은 극히 일부의 도시에만 국한된 상태였다. 이 상황에서 코민테른은 1928년 〈12월 테제〉를 통해 중국 혁명의 성격은 사회주의 혁명이 아닌 민주주의 혁명이라고 규정하였다. 그러나, 이러한 노선이 실제 중국의 공산주의자 사이에서 일반적인 경향이 되기까지는 매우 긴 시간이 걸렸다. 마오쩌둥은 당시 ‘소비에트 노선’이라 불리는 좌경 노선을 비판하고, 코민테른의 입장을 고수하였다. 그는 군중과 인민을 지도할 산업 프롤레타리아가 매우 적은 상황에서 노농동맹을 확고하게 유지하고, 세력을 단결할 새로운 전략을 구사하였다.
마오쩌둥은 중국 현실에 맞는 마르크스-레닌주의를 적극적으로 적용하여 당대 중국 공산주의 운동에서의 교조주의 경향을 비판하였다. 그는 1942년 옌안 소비에트에서 《당정풍론》를 발표하여 당내 우경투항주의, 극좌모험주의를 배척하는 일대 쇄신 노선을 새로이 밝혔고, 이후 중국 공산당은 마오쩌둥 사상을 투쟁의 전면에 내세우게 되었다.
스탈린 사후 니키타 흐루쇼프가 탈스탈린화를 추진할 때, 기존의 마르크스-레닌주의를 고수하는 동시에 소련의 수정주의 노선과 대립한 사상이기도 하다. 이 과정에서 소비에트 연방의 우경화에 비판적인 입장을 견지한 아시아 및 남아메리카 공산주의 정당이 마오쩌둥 사상을 대대적으로 받아들였다.
이후 반식민지 및 신식민지의 공산주의 운동에서 마오쩌둥 사상의 영향력은 확고한 것으로 되었다. 특히, 아시아 일대의 공산주의 운동에서 마오쩌둥 사상의 영향력은 1991년 소비에트 연방 붕괴 이후에도 여전하다.

## 인식 이론
마오쩌둥 사상은 기본적으로 이오시프 스탈린의 변증법적 유물론에 기반하며, 스탈린의 정식을 정설로 받아들인다.
마오쩌둥은 세계 사상사와 철학에 능통했기 때문에 여러 번역본 정독과 원어 강독을 통해 레닌주의의 최신 경향을 쉽게 습득할 수 있었던 것으로 보인다. 마오쩌둥 사상은 중국 현실에 맞는 〈신식민지 사회에서의 마르크스-레닌주의〉라는 가치를 내세우고 있으며, 1920년대 초부터 1931년까지 소비에트 연방에서 정설로 취급되었던 A. M. 데보린의 변증법적 유물론과는 매우 다른 인식론 체계를 갖고 있는데, 특히 모순에 관한 이론과 그 모순을 인식하는 방식, 그리고 실천에 관한 이론에서 큰 차이점을 내포하고 있다.
1931년 볼셰비키당은 스탈린을 중심으로 데보린 학파의 변증법적 유물론 해석이 ‘멘셰비키적 관념론’이라는 결론을 내렸고, 마르크 미틴(Марк Митин) 일군을 기반으로 “멘셰비키적 관념론에 대항한 투쟁”을 지원하였다. 이후 데보린 학파를 사실상 변증법적 유물론의 해석권을 잃었고, 국제 공산주의 운동에서 변증법적 유물론에 대한 해석은 데보린 학파의 경향으로부터 벗어나기 시작한다.
마오쩌둥 사상에서 드러나는 모순, 실천에 관한 이론도 이러한 기조 속에서 탄생한 것이었다.
스탈린이 저술한 〈변증법적 유물론과 역사적 유물론〉(1938)은 기존 데보린 학파의 학설을 비판하고 있고, 모순에 대한 입장이 마오쩌둥의 이론과 지엽적인 차이 외에는 존재하지 않는다는 점에서, 마오쩌둥 사상의 인식론은 마르크스-레닌주의와 사실상 다르지 않다는 분석도 존재하고 있다.

### 모순에 관한 이론
레닌의 《철학 노트》와 소비에트 연방의 철학 논쟁에 영향을 받은 마오쩌둥은 중국 공산주의 운동에서 중국 사회의 모순 성격을 구체화하고 그것을 투쟁에 적용하려고 했다.
《철학 노트》에 따르면, 모순은 세계의 자기 존재 양식에 해당하고, 인류 이성의 발전 단계에서 부딪힐 수밖에 없는 필연적인 요소이다. 레닌은 2천 년 이상 아리스토텔레스의 형식논리학이 관념으로서 변증을 사유했어도, 현실 투쟁에서의 변증을 사유하지 못하였다고 판단했다. 그는 이러한 난점이 극복되는 단초는 임마누엘 칸트를 통해 마련됐지만, 칸트는 회의적인 불가지론에 빠졌고, 철학의 현실 적용을 소극적 의미로서 인간의 윤리도덕 활동 국한시켰다고 비판한다. 이후 헤겔은 칸트를 비판적으로 종합하여 인간 이성을 통한 변증에 의해 현실 문제가 어떻게 해결되고, 그에 따른 사회의 형식이 어떠한 방향성을 갖고 있는지 논증했다. 하지만, 헤겔의 이러한 입장은 현실의 공간이 아닌, 관념의 공간에 머무는 형이상학 논리에 불과했기에 실천 투쟁으로 나아가기에는 역부족이었다.
헤겔 철학의 영향을 받은 마르크스는 변증법의 오랜 발전에서 항상 등장한 모순율 개념을 현실 투쟁에 적용하였다. 그에 따르면, 모순은 관념 속의 정형적 논증 구조에서만 드러나는 것이 아니라, 물질의 자기 존재 양식으로서 현실 세계에서 드러날 수 있다. 인류는 이 모순을 계급 의식을 통해 해결하고 사회 발전에서 능동적인 역할을 수행한다.
변증법의 모순 개념은 형식논리학이 모순율로써 금지하는 논리적 모순이 불가피하게 나타나는 지점에서 형성된 것이다. 외적 세계가 모순으로 가득 차 있기 때문에 인간의 인식은, 혹은 논리의 발전은 일정 단계에서 불가피하게 모순에 부딪히게 된다. 이에 대해 형식논리학은 ‘A가 A이면서 동시에 A가 아닐 수는 없다’는 모순율로써 그러한 논리가 잘못된 것임을 판정하는 역할을 한다. 그러나 현실의 대상에 존재하는 내적 모순의 운동은 불가피하게 논리적 모순을 야기한다. 예를 들면 고대 원자론은 이 세계의 운동을 원자와 공허(빈 공간) 혹은 존재와 비존재의 통일로서 설명했다. 또 운동의 본질에 대해 변증법은 연속성과 비연속성의 통일로 설명한다. 이렇게 객관적으로 존재하는 모순을 설명하는 함을 통해 형식논리학이 다루는 모순율 설명의 무력함을 논증했다.
이에 대해 헤겔은 변증법적 모순 개념을 정립하여 모순이야말로 자기운동의 원리임을 밝혔다.
헤겔은 모순개념에 대해 “사변적 사유의 본성은 오로지 대립된 계기들을 그것들의 통일에서 파악하는 데있다”고 하였다. 사변적 사유 즉, 변증법은 대립된 계기들의 통일을 파악하는 것이라고 헤겔은 말하고 있다. 여기서 헤겔은 모순 개념을 대립의 통일임을 밝히고 있는 것이다. 이러한 관점은 형식논리학에 서는 성립불가능한 것이다.
그러나 형식논리적 모순 개념을 넘어서고자 한 헤겔은 대립의 통일, 대립의 일치와 동일성을 주장한 것이다. 바로 이 지점에서 헤겔은 칸트를 결정적으로 넘어섰다. 헤겔은 대립이 상호 배척하는 것만이 아니라 상호 의존한다는 것, 심지어 상호 전화한다는 인식을 하였고 그 결과 대립들은 대립하는 동시에 통일되어 있다는 인식으로 나아갔던 것이다. 그리고 그러한 대립의 통일은 단순한 통일이 아니라 심지어 동일성으로까지 나아가는 대립이며 그렇기 때문에 그러한 대립을 내포하고 있는 일정한 대상은 자기 운동하게 된다는 것을 인식하게 되었다. 그리하여 헤겔은 운동의 원천으로서 변증법적 모순 개념을 정립했다.
이러한 변증법적 모순 개념에 대하여 레닌은 모순 개념이 변증법의 핵심이라고 주장했으며, 모순 개념의 의의에 대해 다음과 같이 말하고 있다.
  간단히 말해서 변증법이란 대립물의 통일에 관한 학설이라고 규정될 수 있다. …(중략)… 바로 모순이란 더 나아가 여기저기에 불쑥 일어나는 일종의 변칙에 지나지 않은 것으로 간주되어서는 안 되고 오히려 자신의 본질적인 규정에 있어서의 부정적인 것, 모든 자기운동의 원리인 것이며 이 자기 운동은 모순의 한 표현 이외의 그 어디에서도 존재하지 않는다. …(중략)… 이로부터 나오는 결론은 그 때문에 운동은 존재하지 않는다가 아니라 오히려 운동은 현존하는 모순 자체라는 것이다.
 — 블라디미르 레닌, 『철학 노트』에서
이는 변증법의 전체적인 논리적 체계에서, 변증법의 개념과 범주들에서 모순 개념이 핵심임을 말하는 것이다. 실제로 변증법의 주요 법칙인 양적 변화의 질적 변화로의 전화는 그 원천으로 모순의 운동을 전체로 하는 것이며 부정의 부정 법칙은 그러한 모순의 운동이 갖게 되는 일정한 경향성을 가리키는 것이다.
모순이 자기 운동의 원리라는 것은 모든 대상에, 심지어 인간의 사고에도 모순이 존재하며 그 때문에 운동이 발생함을 말하는 것이다. 그리고 운동은 현존하는 모순 자체이다라는 명제는 깊은 의미가 있다. 화살이 날아가는 간단한 역학적 운동은 화살이 일정한 시점에 그 지점에 있으면서(불연속성) 동시에 그 지점에 있지 않기(연속성) 때문에 발생하는 것이다. 즉, 간단한 역학적 운동조차 연속성과 비연속성이라는 대립물의 통일로서 발생하는 것이다. 미시적인 원자 내부를 보면 원자핵과 전자의 운동이라는 대립물의 통일이 원자의 존재를 가능하게 하며 동시에 원자 내부의 운동을 규정하고 있다. 이렇듯 운동 자체는 그것이 모순으로 구성되어 있으며 동시에 운동은 그러한 모순의 운동이다.
이러한 변증법적 모순 개념이 사회적 운동에 적용되는 것은 물론이다. 자본주의 사회가 자본가계급과 노동자계급의 대립의 통일로 이루어져있기 때문에 자본주의 사회의 모든 운동이 발생하는 것이다. 또 어떤 개인이 의도하지 않은 어떠한 상황에 부딪혀서 곤란에 직면했을 때도 그것을 해결하는 것은 그 상황에 숨겨져 있는 모순을 파악하는데서 가능하다. 그러한 모순을 파악하고 그 모순의 운동 속에서 해결책을 찾을 수 있는 것이다.
노동자계급의 운동은 그러한 모순을 회피하는 것(우편향)도 아니며 그러한 모순을 파괴하는 것(좌편향)도 아니다. 노동자계급의 운동은 그러한 모순의 운동의 필연성을 인식하면서 모순의 발전과정 속에서 그 모순을 지양하는 것이다. 모순은 파괴될 수 없다. 왜냐하면 모순이 파괴되면 대상 자체가 사라지는 것인데 이것은 불가능하다. 이 세계의 모든 물질은 파괴불가능하며 단지 다른 물질로 전화될 수 있을 뿐이다(물질의 불멸성). 따라서 노동자계급의 운동은 자본주의의 모순을 파괴하는 것이 아니라 그 모순의 운동에 따라 자본주의 사회를 사회주의 사회로 전화시키는 것이다. 즉, 모순의 발전을 촉진하는 것이 바로 노동자계급의 운동이다. 모순의 발전을 촉진하는 것은 한편으로 자본가계급과 노동자계급의 이익의 적대적 대립을 의식적으로 인식하는 것을 의미하며 그에 기초하여 자본주의 사회의 사회주의 사회로의 전화의 필연성을 인식하고 그것을 현실화할 사회주의당을 건설하는 것이다.
마오쩌둥은 모순에 관한 레닌의 기본 입장을 중국 현실에 적용하였고, 그 결과로부터 나오는 문제점, 재논의 지점을 설정했다.
마오쩌둥은 《모순론》에서 “두 가지 세계관, 모순의 보편성, 모순의 특수성, 주요 모순과 모순의 주요 측면, 모순의 여러 측면의 동일성과 투쟁성, 모순에서 적대가 차지하는 위치” 등을 해명하였다. 이는 변증법적 모순 개념에 대해 전면적으로 접근한 것인데 마오쩌둥의 뛰어난 점은 모순의 보편성만이 아니라 중국혁명의 실제 경험에 근거하여 모순의 특수성을 해명한 점이다.

#### 보편성과 특수성
마오쩌둥은 스탈린이 시도한 것과 비슷하게 모순을 적대적 모순(敵對的矛盾)과 비적대적 모순(非敵對的矛盾)으로 나눈 다음, 전자의 모순은 처음부터 끝의 과정까지 모순의 과정을 관통하며, 비폭력적으로 해결할 수 없는 모순, 즉 본질적 모순에 해당하고, 후자는 비폭력적으로 해결할 수 있는 모순이라고 하였다. 마오쩌둥의 모순론에 따르면, 전자의 경우는 계급 전쟁에서 최일선에 해당하는 모순인 프롤레타리아와 부르주아 사이의 모순이므로, 서로의 계급 전쟁에서 나름대로의 전략을 구사하는 과정에서 상당히 추상적이고 관념적이며 또한 갖가지 양태를 갖고 있는 모순으로 변화하게 된다.
예를 들면, 그것은 백인과 유색인종 사이의 싸움이 될 수 있으며, 제국주의자와 반제국주의자, 남성 권위주의자들과 여성 사이의 투쟁, 심지어 노동자와 농민 및 빈곤노동자 사이의 투쟁으로도 양태화될 수 있다. 마오쩌둥은 이것들이 본질적인 모순에 해당하는지, 그렇지 않는지 구분하기 위해서는 결국 매개 모순의 특수성, 즉, 모순의 진행도를 인식하고 그것을 정합(整合)하여 판단해야 한다고 본 것이다. 그리고 모순의 진행도가 제각각인 것은 프리드리히 엥겔스가 『자연변증법』(Dialektik der Natur)에서 논한 자연물 사이에서의 모순을 포함하여 모든 본질적인 모순이 가진 보편적인 것(보편성)이라고 주장하였다.
결과적으로, 자본주의 국가와 물리적으로 어느 정도 분리가 된 사회주의 국가라고 하더라도, 자본주의에 대항하고 있다면 그것 자체가 이미 적대적 모순이라는 대립 공간에 속하고 있는 것이다. 또한 모순은 한 사건이라는 계기를 통해 일거에 축소하는 것이 아니라 단계적인 정합, 과정을 거쳐서 감소하는 것이다. 사회주의 국가는 낮은 단계의 공산주의로서, 완숙한 공산주의로 나아가고 있으며 그러한 나아감은 모순에 따른 투쟁의 원리에 기초하여 진행되고 있는 것이라고 하였다.
예를 들어, 혁명 투쟁에서 이 논리는 다음과 같은 도식적 방법으로 적용할 수 있다.
- 1 한 사회구성체에 적대적 모순으로서 ‘프롤레타리아와 부르주아 사이의 계급투쟁’이 존재할 수 있는 객관적 토대가 최소의 수준에서라도 마련이 되어있는가?
  - 아니오 → 1-1 적대적 모순으로서 ‘프롤레타리아와 부르주아 사이의 계급투쟁’이 존재할 수 있는 객관적 토대가 존재하지 않는다면 자본주의에 대항하는 의미로서의 계급투쟁은 불가능하다.
  - 예 → 1-2 그렇다면, 그것이 직접적인 의미에서 충분히 프롤레타리아와 부르주아 사이의 대결로 표상될 수 있는가?
    - 아니오 → 1-2-1 프롤레타리아와 부르주아 사이의 직접적인 대결이 표상되지 않다는 것은 해당 사회구성체의 모순은 다양한 의식성(意識性)의 중첩으로 인해 그 양태(様態)가 다양해졌다는 것이다. 따라서 다양한 계층 사이에서 매개 정합(整合)에 기초한 변증 투쟁을 이어나가야 한다.
    - 예 → 1-2-2 이는 프롤레타리아와 부르주아 사이의 직접적인 대결이 표상된 것이므로 전적으로 노동계급에 의거하여 변증투쟁을 전개해야 한다.

마오쩌둥은 당시 중국의 상황이 1-2-1(자본주의가 최후의 단계에서 제국주의로 나아가고, 제국주의 국가는 초과착취를 위해 세계 재분할을 감행함으로써 도래한 상황)의 경로로 인해 조성된 상황이라고 분석하였다. 1-2-1에 따라 중국은 민족 해방 세력과 매판 지주·자본가 세력 사이의 대립이 진행된다.

#### 주요 모순과 부차 모순
주요 모순은 투쟁 당면에서 적대적 모순을 직접적으로 드러내는 모순, 그리고 그 결과로서 사건의 집합을 의미한다. 반면, 부차 모순은 주요 모순으로 인해 파생된 여러 부차적인 모순과 그 결과로서 사건의 집합을 의미한다.
마오쩌둥의 《모순론》에 의하면 주요 모순은 공산주의자들이 마르크스주의 변증법적 상황이라고 규정한 상황 외부에 존재하는 수많은 요소들에 따라 변할 수도 있다. 즉, 주요 모순은 모순성의 특수성을 정합성에 따라 인식한 후에 판단될 수 있지만, 동시에 그것은 상황에 따라 다시 유동적으로 변한다.
그는 블라디미르 레닌이 '혁명의 제2단계'(1917년 4월 ~ 1917년 11월) 시기에도 산업프롤레타리아만이 아닌, 영세농 및 소농, 그리고 소영업자들과의 동맹을 추구한 것을 러시아 사회에서 레닌이 주요 모순과 부차 모순을 유동적으로 적용한 대표적인 예라고 평가했다. 그의 평가대로, 레닌은 당시의 주요 모순이 단순히 프롤레타리아와 모든 부르주아 계급 사이의 전면적 대결의 모습으로 드러나는 게 아닌, 제국주의의 세계 재분할 과정에서 드러나는 약한 고리에 강한 연관을 갖는 사건들에 있다고 봤다. 그리고 스탈린 집권 시기에는 사회주의 대건설이라는 것이 주요 모순으로 되었기에 모든 농민의 프롤레타리아화를 위한 농업집산화, 그리고 급진적인 국유화 단행이 진행된 것이다.
마오쩌둥은 1937년에 일본이 중국을 침략하기 전까지 중국 사회의 주요 모순은 이른바, 반제반봉건혁명의 주력이라고 불리는 계급·계층과 중국 국민당의 매판관료 사이에서 진행된다고 분석했다. 이 노선에 따라 그는 도시의 프롤레타리아, 농촌의 빈농, 반제애국적 소상공인, 민족 자본 등을 민주주의 혁명 투쟁 노선으로 묶으려고 하였고, 반(反)국민당 투쟁에 역량을 집중했다. 이후 일본이 중국을 침략했을 때 주요 모순은 반국민당 투쟁이 아닌, 항일에 있었다. 이 노선에 따라 마오쩌둥은 중국 국민당과의 항일연합전선을 형성했다.
반면, 데보린의 정식을 받아들인 기존의 공산주의자들은 다른 양태를 갖고 있는 모든 본질적 문제를 단적인 경제 관계 내에서 발생하는 투쟁으로 환원시키고 그것들의 속성을 근시안적으로 바라보는 경험주의적 단견을 갖고 있었다. 때문에 수많은 본질적 분쟁인 사건을 비본질적 분쟁으로 취급하는 결정적 오류를 범했다. 실제로 마오쩌둥의 비판 대상인 교조적인 공산주의자들은 농민은 소부르주아이기에 본질적인 혁명 동력이 없다고 봤으며, 사회 곳곳에서 나타나는 양분적 대립 등을 비본질적 모순으로 보아 그것들의 중요성을 무시했다.
마오쩌둥은 당시 교조주의 기조가 본래의 마르크스-레닌주의의 취지에 어긋나며, 교조주의자들의 입장을 '혁명에서의 소극주의 경향'으로 규정하였다. 그는 프롤레타리아와 부르주아 사이의 계급 투쟁 관계를 단순히 무산자-임금노동자와 유산자-사업가의 싸움으로 표시되는 것으로 보지 않았으며, 그것의 본질은 사실 무산자와 유산자 사이라는 간극보다는 혁명으로 나아가는 하나의 세력과, 반동으로 나가는 세력 사이의 간극이라고 본 것이다. 마오쩌둥이 혁명의 시기인 1920년대에서 1940년대 사이에 농촌에 기반한 농민운동에 중점을 둔 것도 바로 위와 같은 철학적 지론에서 나온 것이다.
결국 마오쩌둥의 모순론의 정식대로라면 반봉건사회 또는 자본주의 사회 내에서 격화된 양분의 대립은 계급 투쟁의 성격을 갖는 것일 수 있다. 또한 이러한 대립은 모순이 완전히 사라지지 않은 사회주의국가에서도 발생할 수 있다고 하였으며, 사회주의국가 운영의 핵심은 이러한 모순을 효과적으로 해결하는 것에 달렸다고 주장했다. 이러한 그의 입장은 마오주의자들이 더더욱 현실 문제에 깊숙히 관여할 수 있게 하는 근거가 되었다. 마오쩌둥 사상은 제3세계 운동, 여성주의와 흑인해방운동을 포함하여 갖가지 해방운동에 기반 이론을 제공한 것이다.

#### 인민 내부의 모순
‘인민 내부의 모순’이라는 개념은 마오쩌둥이 1957년에 《인민 내부의 모순을 정확히 처리하는 문제에 관하여》라는 논문에서 제기한 것이다.
이 논문은 1956년 소비에트 연방 공산당 20차 대회에서 흐루쇼프가 마르크스-레닌주의의 원칙을 폐기, 탈스탈린을 추구하고 그 결과에 따라 발생한 헝가리 봉기에 대하여 마오쩌둥이 인민 내부에도 모순이 있으며 그것을 정확히 처리해야만 사회주의 건설이 순조로울 수 있다는 점에서 쓴 것이다. 마오쩌둥은 적대적 모순과 인민 내부의 모순을 구별할 것을 주장한다.
  적아간의 모순은 적대적 모순이다. 인민 내부의 모순, 노동인민 사이의 모순을 말하자면, 비적대적인 것이다. 피착취계급과 착취계급 간의 모순을 말하자면 적대적인 일면 이외에 또한 비적대적인 일면이 있다.

  인민 내부의 모순은 현재 여전히 존재하지만 그러나 혁명의 각각의 시기와 사회주의 건설의 시기에서 서로 다른 내용을 갖고 있다.
  우리나라의 현재의 조건 하에서, 소위 인민 내부의 모순은 노동계급 내부의 모순, 농민계급 내부의 모순, 지식분자 내부의 모순, 노동자와 농민 양 계급 간의 모순, 노동자⋅농민과 지식분자 간의 모순, 노동자계급 및 기타 노동인민과 민족자산계급 간의 모순, 민족자산계급 내부의 모순 등등을 포괄한다.
  우리의 인민정부는 진정으로 인민의 이익을 대표하는 정부이고 인민을 위해 복무하는 정부이지만 그러나 그것과 인민 군중 간에는 또한 일정한 모순이 있다. 이 종류의 모순은 국가이익 및 집체이익과 개인이익 간의 모순, 민주와 집중 간의 모순, 영도와 피영도 간의 모순, 국가기관의 어떤 사업인원의 관료주의 작풍과 군중 간의 모순을 포괄한다. 이 종류의 모순은 또한 인민 내부의 하나의 모순이다. 일반적으로 말하면, 인민 내부의 모순은 인민의 이익에서 근본적으로 일치하는 것의 기초 위에서의 모순이다
 — 마오쩌둥, 『인민 내부의 모순을 정확히 처리하는 문제에 관하여』(1957)에서
여기서 보이는 인민 내부의 모순은 인민을 구성하는 다양한 계급과 세력 간의 모순을 말하는 것이다. 그리고 이러한 모순은 적대적 해결 방법 즉, 폐지나 타도의 방법이 아니라 교육과 설득이라는 다른 방법을 통해 해결해 나간다는 것이 마오쩌둥의 주장의 요지이다.
그러나, 비적대적 모순이라는 개념은 적대가 없다는 소극적 개념인 데 반해 인민 내부의 모순이라는 개념은 소극적인 내용이 아니라 적극적인 내용을 담고 있는데, 그 차이는 중국사회가 사회주의 건설과정에 들어섰기 때문에 발생한 것이다. 즉, 1957년이면 중국은 반제반봉건혁명의 과제를 완수하고 공업기업의 국유화와 농업의 집단화라는 사회주의 건설과정에 진입하고 있었다. 이러한 상황에서 노동자계급과 농민계급의 관계, 인민과 민족자본가계급의 관계, 관료와 인민대중과의 관계 등의 문제를 해명하는 것은 사회주의 건설에서 중요한 문제였던 것이다. 즉, 인민 내부의 모순을 해명하고 그것을 해결하는 과정은 곧 사회주의 건설의 과정에 해당하는 것이었다.
예를 들면, 지식 노동자와 육체 노동자 사이의 모순은 비적대적 모순이다. 이는, 유산계급과 노동자계급 사이의 분쟁과 같은 적대적 모순은 아니지만, 지식 노동과 육체 노동이 구분되는 사회주의 사회의 한계로부터 도출되는 비적대적 모순이다. 또한, 농촌 관료와 협동농장의 농민 사이의 모순도 비적대적 모순이다. 협동농장의 농민은 농사일의 주체이며, 실제 작업의 표준이지만, 농촌 관료는 인민정부에서 하달한 생산 계획을 농민에게 설명하고, 그것을 행정적으로 지도하는 역할을 맡는다. 이 과정에서 생겨나는 작업 현장에서의 갈등과 생산 계획의 현실성 논의에서 나타나는 갈등은 비적대적 모순이다. 마찬가지로, 도시와 농촌 거주자 사이의 갈등도 비적대적 모순이다. 이는 농업 생산 지역과 공업 생산 지역의 일체성 부재라는 사회주의 사회의 한계로부터 나타나는 모순이다.
사회주의 사회는 위와 같은 모순 외에도 수많은 비적대적 모순이 도사리고 있으며, 이것을 해결하는 실천적이고 과학적인 지침이 요구된다. 마오쩌둥은 소비에트 연방 사회의 문제점, 나아가 전체 혁명 사회의 문제점의 본질이 바로 이것이라 하였다.
따라서, 인민 내부의 모순은 적대적 모순은 아니지만, 이 문제를 어떻게 해결하고, 그것이 얼마나 성공적이냐에 따라 사회주의 건설의 지속과, 공산주의로의 발전을 가늠할 수 있다.

### 실천과 의지
데보린 학파는 변증 투쟁에서 계급 의식을 대표하는 것은 혁명적 의식이고, 혁명적 의식은 감각적인 인지와 구별되는 이성(理性)에 해당한다고 하였다. 실천은 혁명적 의식에 기초하지만, 그 자체로는 현상계 내에서 벌어지는 투쟁이기에 완전한 이성과는 구분된다. 이러한 점에서 실천은 혁명적 의식에로의 접근에 근거하면서도 그 과정에서 부단한 노력과 오류가 항상 뒤따르게 된다. 따라서 순수한 의미에서의 계급 의식과, 그 계급 의식을 표상하는 계급 투쟁은 다른 층위를 점하고 있으며, 계급 투쟁은 계급 의식의 현상적 발로라고 할 수 있다. 여기서 중요한 것은, 데보린은 계급 투쟁이 존재할 수 있기 위해서는 계급 의식이 필요한데, 계급 의식은 실천을 통해 얻을 수 있는 것이 아닌, 혁명 사상에 의한 외부의 주입만으로 얻을 수 있는 것이라 하였다는 점이다. 한편, 러시아 혁명 시기 레닌은 『철학 노트』를 통해 데보린의 학설을 받아들여서 계급 의식의 외부 주입설을 주장하였다.
하지만, 마오쩌둥은 실천을 통한 감각적 인식, 계급 의식을 갖는 것으로 대표되는 이성적 인식은 일체(一體)이며, 계급 투쟁에서 드러나는 실천에 참여하고 고민하는 것을 통해, 다시 그것이 계급 의식으로 화하여 순환의 과정을 거친다고 보았다. 마오쩌둥에게 실천은 단순히 겉으로 드러나는 정치 투쟁이 아닌 사고와 사고 사이의 전쟁도 포함한다. 그러나, 마오쩌둥의 실천론은 주로 전자의 논리로 설명되는 경우가 많다. 그는 혁명가가 군중 속에 들어가서 군중의 삶을 직접 겪으며, 군중의 지식을 배워야 한다고 보았다. 이것은 그의 게릴라 이론 저서인 『지구전론』(持久戰論)에서도 일관적으로 등장하는 입장이다.
군중 속에 들어가는 주체는 개인 한 사람이 아니라 공산당과 같은 혁명적 당도 포함된다. 혁명적 당의 최고 적은 군중과 괴리되는 것이며, 이러한 군중과의 괴리, 즉, 관료주의를 막기 위해서는 당이 군중에 의거해야 하며, 그럴 수 있기 위해서는 군중 속에 들어가야 한다는 것이다.
마오쩌둥의 실천론은 주요 모순과, 그렇지 않은 모순을 유동적으로 파악할 수 있게끔 하는 원동력이 된다. 즉, 군중 속에 들어가는 실천은 사회구성체(社會構成體)가 어떠한 향방으로 흘러가는지, 그리고 투쟁에서 어떠한 모순에 초점을 맞춰야 할지 등, 혁명의 객관적 조건을 파악해낼 수 있게 하는 것이다. 만약 군중 속에 들어가지 않는 자가 혁명의 객관적 조건을 안다고 자부한다면 그것은 거짓일 것이란 게 마오쩌둥 실천론의 핵심이다.
1929년 12월 소비에트 지구에서 마오쩌둥이 행한 『당내의 그릇된 사상을 시정하는 문제에 대하여』라는 당내 문제에 관한 언급에서 드러난다. 그는 “조사 없이는 발언권이 없다.”라는 항목에서 일부 교조적 공산주의자들이 서책주의(書冊主義)에 빠져서 구체적인 조사, 군중 속에서의 실천이 없이 당과 소비에트 지구 내 문제를 처리하였다고 비판했다. 매개 정합이 존재하지 않는 혁명 투쟁은 공허한 것이 되며 그것은 오류의 점철로 될 수밖에 없다.
실천이 중시된다면 자연스럽게 중국 내 문화·역사·정치·철학적 실정에 대해 깊게 알아야 한다. 그러나 당시 교조주의자들은 중국 내 문화사 및 역사에 대한 체계적인 지식이 없었다. 일부는 그리스 역사 일부과 서구 근대사에 밝긴 했으나 중국사와 이와 연결되는 문화 투쟁 문제에 대해서는 아무런 진지한 고민을 하지 않았다. 이에 관한 문제의식은 1941년 5월 옌안 정부 시기에 쓰여진 『우리 학습의 개조』라는 마오쩌둥의 문건에서 극명하게 드러난다.
  우리 자신 역사에 대해 전혀, 또는 조금밖에 모르는 것을 부끄러워하기는커녕 자랑스러워하는 사람들도 있다. 지난 수십 년간 외국에서 돌아온 많은 유학생들 사이에 이러한 병이 퍼지고 있다. 유럽, 미국이나 일본에서 돌아왔기 때문에 그들은 자기가 살았던 외국의 것을 앵무새처럼 말할 줄만 알았지 새로운 사물을 이해하고 참신한 것을 창조해야 하는 스스로의 책임을 잊었다. 녹음기처럼 작동되는 이러한 질병이 또한 공산당 안에서도 번지고 있다. 이러한 생각을 다시 반복하여 설명하기 위해 나는 상호대립적 태도를 대비시켜 생각해 보고자 한다.
  첫째, 주관주의적 태도이다. 이러한 태도는 주위환경에 대하여 계통적이고 치밀한 연구를 하지 않고 그저 주관과 열정에 의해 공작하게 되므로 현재 중국의 진면목에 관해 흐릿한 영상만을 가지게 된다. 그러한 태도는 역사를 단편적으로 이해하는, 즉 고대 그리스에 관해서는 알아도 중국의 과거와 현재의 진면목에 관해서는 알지 못 하는 것이다.
 — 마오쩌둥, 『우리 학습의 개조』에서
이는 단순히 자기 민족의 것을 알아야 한다는 감정으로부터 나온 것이 아니다. 위의 실천의 논리에 따라 혁명가는 자신이 혁명을 목표로 하는 지역의 문화와 역사를 깊게 알아야 할 필요가 있다. 만약 이러한 지식을 혁명가가 습득하지 못 한 상태라면 모순의 원리에 따라 시시각각 유동적으로 변하는 주요 모순을 빠르게 파악할 수 없으며, 이는 혁명 투쟁에서 치명적인 오류를 남발하는 원인으로 된다.
결국 혁명투쟁에서 가장 중요한 것은 실천이며, 그러한 실천을 할 수 있게 하는 혁명가의 의지(意志)이다. 그러나 마오쩌둥이 의지를 강조하였다고 해서 그가 주의주의(主意主義) 철학을 전개하였다고 오해하여서는 안 된다. 왜냐하면 마오쩌둥이 언급한 의지는 어디까지나 변증투쟁 및 그 구체적 실천에서만 제한적으로 드러나는 의지이기 때문이다. 반면 주의주의는 의지에 이러한 제한성을 일체 두지 않는다. 그러나 앞서 언급된 마오쩌둥 사상의 관점은 주지주의(主知主義)적 관점으로, 결국 유물론과 관념론 사이를 적절히 배합하는 작업으로도 이해할 수 있다. 변증투쟁 내 발생하는 의식 일반으로부터 도출되는 의지에 대한 긍정은 블라디미르 레닌의 『유물론과 경험비판론』부터 견지되는 입장이나, 마오쩌둥은 그러한 의지를 상당히 강조한다.
이 과정에서 나온 것이 계속혁명론(繼續革命論)이다. 당이 관료주의를 막기 위해서는 공산주의 도달까지 끝이 없는 정치투쟁을 내부로부터 감행해야 한다. 그것은 혁명적 군중에 의한 대규모 켐페인 등과 같은 정치운동으로 특징지어질 수 있으며, 역사적 사건으로는 문화대혁명이 있다.

## 역사 이론

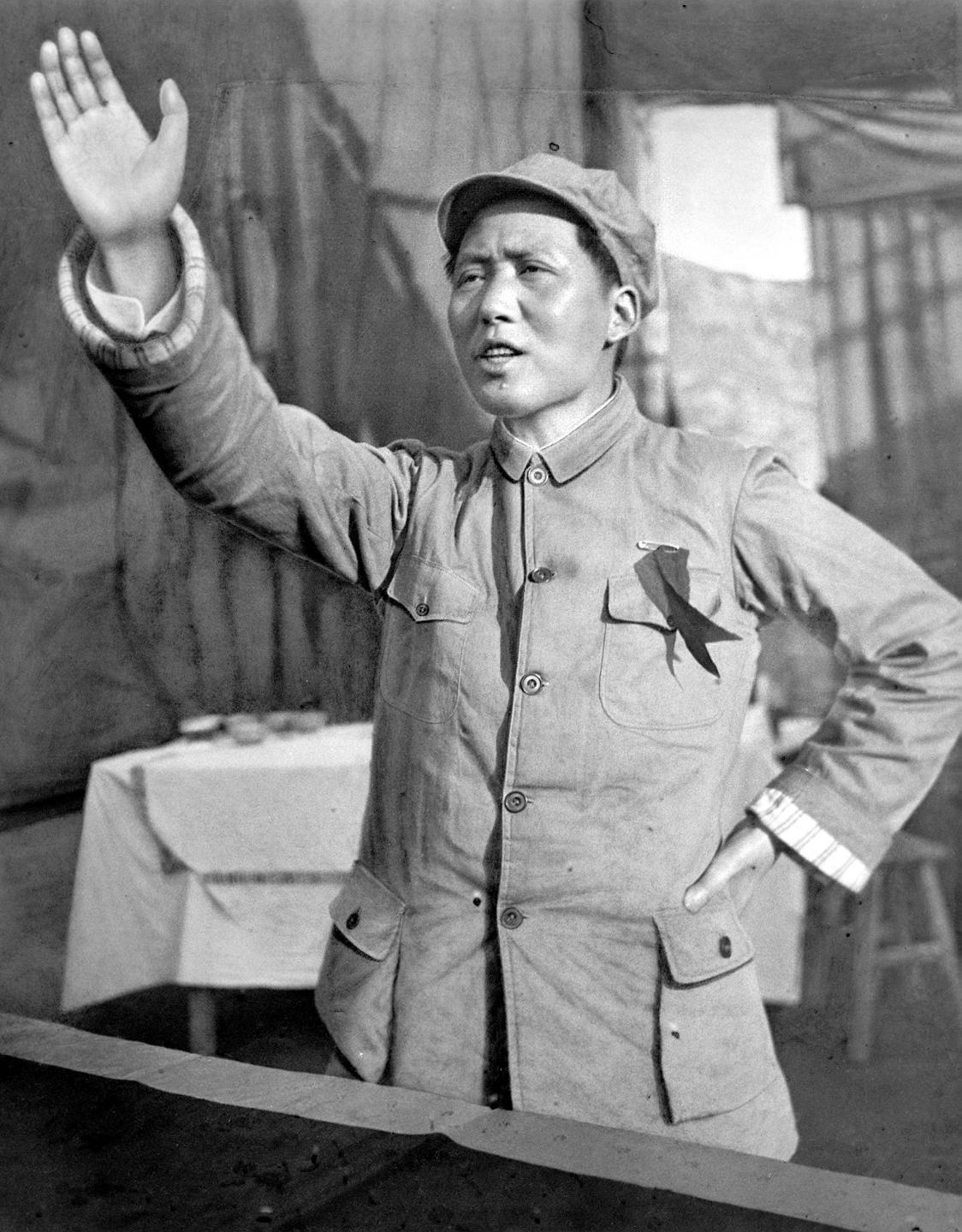
옌안 소비에트 시기의 마오쩌둥. (1939년)

1928년 12월 코민테른은 중국, 조선, 인도 등의 혁명 문제에 관해 언급하였다. 여기서 여러 아시아의 식민지 국가는 지주에 의한 봉건적 소생산이 지배하는 국가로, 당면 혁명의 목표는 사회주의 혁명이 아닌, 민주주의 혁명 단계라고 결정하였다.
그러나 실제 이러한 결정과는 무관하게 중국과 조선의 여러 공산주의자들은 당대 혁명에 관해 입장이 서로 달랐다. 가령, 중국 공산당의 초기 지도자 및 간부들은 당시 중국 혁명을 사회주의 혁명이라고 판단하기도 하였고, 몇몇은 코민테른의 결정을 파악하고, 이를 수용하되, 이러한 결정은 봉건적 지배가 강한 농촌에 한정된 문제이며, 도시에서는 부분적으로 사회주의를 이룰 수 있다고 하였다.
마오쩌둥은 위와 같은 주관주의에 반대하였고, 중국 혁명 전체가 민주주의 혁명이며, 이에 따라 혁명의 행렬을 프롤레타리아만이 아니라, 소농, 중농, 민족자본가까지 넓혀야 한다고 주장했다. 하지만, 이러한 노선은 중국 공산당 내에서 매우 소수의 의견이었다. 이후 대장정을 거치면서 마오쩌둥의 입장이 주된 것으로 되었고 1942년 정풍운동을 통해 민주주의 혁명, 민족 해방 혁명 노선이 중국 공산당의 공식 노선으로 되었다.

### 신식민지와 반봉건사회
마오쩌둥은 태평천국의 난을 중국 자유주의 혁명의 시초라고 하였으며, 이를 시작으로 하여 신해혁명까지 이어졌다고 하였다. 그러나, 민족의 독립과 자유를 이루려는 열망은 여러 해외 제국주의 세력의 침략 및 이에 협조한 내부 매판 자본, 관료지주로 인해 실패했다고 분석했다.
이러한 해석에서 등장하는 개념은 신식민지(新植民地)와 반봉건사회(半封建社會)라는 개념이다.
신식민지는 구(舊)식민지와 구별되는 용어로, 직접적인 지배가 존재하지 않는 식민지 사회라는 뜻이다. 즉, 제국주의는 세계 질서의 재편을 통해 자국의 이익을 도모하려고 하는데, 몇 가지 이유로 인해 지배의 대상이 되는 국가를 직접적으로 통치할 수도, 또는 대상이 되는 국가 내의 매판 세력을 이용해서 간접적인 지배 양식을 선택할 수도 있다. 이러한 상태 중에서 후자를 신식민지라고 한다. 신식민지 사회에서 정부는 외형적으로 독립 국가의 형태를 보이며, 자체적인 정부로서 기능하는 것 같지만, 실제로는 외부 제국주의 세력이 세워놓은 괴뢰 정부로 피착취 민족을 기만하는 정권이다.
반봉건사회라는 개념은 본래 마르크스주의에 존재하지 않았던 개념이므로, 마오쩌둥이 독자적으로 창시한 개념이다. 반봉건-반자본주의(半封建半資本主義) 상태는 신식민지성으로 인해 완전한 자본주의로의 이행이 진행되지 못 하는 사회 구성체를 의미한다. 단, 반봉건사회는 완전한 봉건사회와도 구분된다. 반봉건사회는 일반적인 토지 관계에서 지주와 소작농 사이의 봉건적 관계로 대표되지만, 일부 도시에서는 자본주의 생산양식이 도사리고 있다. 여기서 주목해야 할 것은, 반봉건사회는 타락한 매판 세력과 제국주의 침략 세력의 동맹에 따른 결과라는 것이다. 이러한 사회 구성체에서 도시의 자본주의 생산양식은 제국주의의 초과 착취를 위한 최소한의 투자에서 비롯된 것에 불과하다. 결과적으로 반봉건사회는 전체 생산양식의 진보를 막는 신식민지 사회라고 할 수 있다.
마오쩌둥은 자유주의자의 봉기와 신식민지성이 공존하는 상황에서 중국은 반봉건-반자본주의의 정체성(政體性)을 확보하였다고 주장했다. 여기서 마오쩌둥은 확고한 자본주의 사회로 나아가려는 움직임을 신삼민주의(新三民主義)라 칭하였고, 앞서 서술한 반봉건-반자본주의 정체성이 확보되기까지의 민주주의 운동을 구삼민주의(舊三民主義)라고 규정하였다.

### 신민주주의
부르주아의 힘으로 독립적인 자본주의 국가를 건설하려던 삼민주의자들의 염원은 열강 세력의 침탈로 인해 이루기 요원한 것이 되었다. 마오쩌둥은 제국주의에 대항하는 새로운 형태의 인민정권을 구상하여 민족자본가와 노동자, 그리고 농민 세력이 연합된 신민주주의정부(新民主主義政府)를 건설하려고 한 것이다. 이러한 운동의 흐름을 '반제반봉건부르주아민주주의혁명'(反帝反封建資產階級民主革命)이라 칭하며, 마오쩌둥은 이것의 최초 격발을 5·4 운동으로 규정했다.
신민주주의 혁명은 기존 통일 전선에 비해 훨씬 포괄적인 범위를 반경으로 한다. 따라서, 프롤레타리아 외 농민 일반, 민족자본가, 중소자본가, 지식인 등은 혁명의 주체에 포함된다. 혁명에서 타도되어야 할 적은 식민지 반봉건 체제를 유지하려는 매판적 관료지주, 매판자본, 외부의 제국주의 세력 및 이에 동조하는 반동이라고 할 수 있다.
중국의 상황에서 포괄적인 통일 전선을 형성할 수 있는 이유는 반봉건 토지 생산 양식과 도시의 생산 양식의 다양한 중첩에 있다. 반봉건 토지 생산 양식에서 소작제(小作制)는 농민의 자유로운 토지 이용을 제한하며, 동시에 제국주의에 매수된 지주가 요구하는 작물을 생산할 수 있게 해주며, 더욱 높은 수준의 원료 착취를 보장한다. 한편, 제국주의 국가가 식민지 지역의 소작제를 확대하려는 이유는 소수의 협력 지주를 제외한 모든 자영농의 소작화(小作化)를 이루기 위함에 있다. 이는 더 많은 원료 착취를 가능하게 한다. 이 과정에서 신민주주의 혁명은 자영농의 지지를 받을 수 있다.
도시에서 민족자본과 중소자본은 제국주의 국가에 협력하는 자본 및 식민지에 진출한 다국적 기업의 경쟁에서 밀리고, 지속적이고도 독자적인 성장을 할 수 없게 된다. 또한, 민족자본과 중소자본이 식민지에 진출한 다국적 기업에 상응할 수 있는 경쟁력을 갖출 기회를 얻게 되면, 제국주의 국가는 여러 경제 정책이라는 수단과 법적 권리 박탈을 통해 자주적인 성장을 막는다. 결과적으로, 민족자본과 중소자본은 신민주주의 혁명을 지지할 수 있게 된다.
결과적으로, 신민주주의 혁명은 사회주의 혁명과는 그 성격이 다르다. 1949년에 성립된 중국인민정부는 사회주의 혁명의 산물이 아닌, 신민주주의 혁명(이것은 보편적으로 인민민주주의 혁명이라고도 할 수 있다)의 산물이었다. 이후 1954년 개정을 통해 사회주의 발전 단계의 예비적 내용을 추가하게 되었다.
이러한 그의 단계론 해석은 이전의 마르크스주의자들이 주장하던 단계론과 상당히 다른 것이었으며, 이 과정에서 그는 바로 소비에트 사회주의 체제로 나아가야 한다는 극좌모험주의적 경향과 당시의 권위주의적 군벌 체제를 유지해야 한다는 반동적 의견을 모두 비판하였다. 그리고 이러한 노선은 1930년대 김일성이 이끌던 빨치산파에 의해 수용되었으며, 베트남의 독립운동가인 호치민도 또한 이 노선을 받아들인다. 대한민국의 경우는 1980년대 민족 해방 학생운동계파가 한국 사회의 성격을 이 노선에 기반하여 해석했으며, 민중 민주 계파의 사회구성체론에도 지대한 영향을 주었다.
신민주주의론은 인구의 대다수가 농민인 것과 동시에, 반공주의적 정서가 강했던 당시 중국 현실을 반영한 특수한 형태의 단계론인 것이다. 마오쩌둥은 1949년 중화인민공화국 수립 후에도 해당 시점의 단계를 신민주주의 단계라고 규정하였다. 따라서 그는 당시 중국 내 정파였던 민주연맹과 같은 자유주의자들과도 연합한다. 그리고 1958년 사회주의 건설을 위한 생산력을 산출하기 위한 대약진운동이 시작됐는데, 이도 역시 신민주주의론에 기초하여 시작된, 자주적인 국가를 건설하기 위한 생산력 증강 정책이기도 하였다. 국유화, 국가 주도의 산업 자본 투자, 외세의 개입 차단, 민족자본가들과의 통일전선 등을 통한 자력 발전 요소는 종속 이론에 많은 영향을 주었다.
한편, 신민주주의론은 여러 가지 논쟁적 성격을 갖고 있다. 특히, 제국주의 국가의 식민지 대상 초과 착취와 관련된 담론은 마르크스-레닌주의 정당, 운동 내에서 여러 가지 논쟁을 불러왔다.
대표적으로, 신식민지 사회에서 민족자본과 중소자본의 독자적인 성장이 막혀지는 것에 대해, 그 사회가 사회구성체로서 신식민지 및 반봉건성을 탈피하지 않는다는 것을 전제로 했을 때 항시적이라는 데에 의문을 제기하는 이론가가 존재한다. 이는 자본이 갖고 있는 경쟁적 성격을 볼 때, 제국주의 국가의 세계 재분할 여건의 그 정도에 따라 신식민지 또는 반봉건국가의 독자적 성장이 충분히 가능할 수도 있다는 반론으로 대표할 수 있다. 다시 말하며, 신식민지 사회라고 하더라도 복잡한 경제 상황, 여건, 조건에 따라 민족자본도 독자적 성장이 가능하게 될 수도 있다는 의문이다.

## 군사 이론

### 지구전
『지구전론』은 마오쩌둥이 옌안에서 1938년 5월 26일 ~ 1938년 6월 3일까지 논의한 『항일전쟁전략』(抗日戰爭戰略) 내용을 요약한 것이다. 그는 여기서 공산당 내 존재했던 중일전쟁 성격 논증 이론인 중국필망론(中國必亡論)과 중국속승론(中國速勝論)을 모두 비판하였다.
마오쩌둥은 중일전쟁이 장기화가 될 것이라 예측했으며, 이러한 장기화 된 전쟁에 걸맞는 게릴라전을 구상해야 한다고 하였다. 여기서 그는 군사력이 열악한 홍군의 특성과, 도시 점령을 위주로 활동하는 일본군과 당시 중국 군벌의 속성을 고려했으며, 대부분의 중국 인민이 농업에 종사하는 농민이라는 점을 전제로 하여, 전쟁에서 자원이 되는 것은 가시적으로 보이는 군수물자와 식량만이 아닌, 인심(人心)이라고 하였다.
인심(人心)은 유동적이며 물과 같다. 때문에 홍군의 주력도 유동적이어야 한다. 이러한 인심의 유동성은 곧 대중의 요구에 부여된 유동성으로부터 비롯된 것이니, 전쟁 속에서도 대중의 요구를 충족시켜서 지지를 얻어야 한다. 그러나 도시에 속한 인민은 군벌의 손아귀에 있으며, 군벌의 지배력으로부터 상대적으로 자유로운 인민은 농촌 지역에 있는 농민이다.
마오쩌둥은 이들의 인심을 얻어 그것을 힘으로 사용하는 '고도로 정치화 된 군대'를 조직했다. 그는 아울러 도시를 점(点), 도로를 선(線), 농촌을 면(面)으로 구분한 다음, 일정하게 뭉쳐져 있는 면의 집단을 구(區)라고 칭하였으며, 공산당의 영향력이 확고한 구(區)를 해방구(解放區)라고 칭했다. 해방구의 단위를 이루는 면(面)의 유동성과 신축성을 조명하며, 해방구는 유동적이어야 함을 강조하였다. 면이 유동적인 이유는 적군의 감시가 이뤄지기 힘들며, 넓은 면적을 갖고 있기에 이동 범위가 넓기 때문이다. 또한 신축성이 높은 이유는, 면의 대부분이 농촌이고, 농촌은 식량을 담당하는 식량기지의 역할을 하기 때문이다. 때문에 공산당에 대적하는 적이 설사 해당 지역이 해방구의 일부라는 것을 안다고 하더라고 쉽사리 그곳 지역을 탈환하기 어렵다. 또한 농촌은 대가족 사회이므로 인민이 서로 끈끈하게 연결되어있다. 따라서 작은 탄압도 커다란 반발을 불러올 수 있다. 만약 다른 곳의 해방구가 무너진다면, 즉각적으로 해방구가 아닌 곳을 해방구로 만들 수 있어야 한다.
이러한 방식 외에도 주도성, 계획성 등의 개념이 나오며, 전투 방식으로는 유격전, 진지전, 기동전, 소모전, 섬멸전 등을 들고 있다.
마지막으로 지구전론에서 마오쩌둥은 병사 개개의 역량 강화를 강조하고 있다. 혁명에 나선 병사는 단순히 전투와 수동적 복종을 위한 병사가 아닌, 매사 스스로 다양한 지식을 학습하고 인민으로부터 배우는 동시에 그들의 혁명 역량을 고취시킬 수 있는 이념의 선구자가 되어야 한다. 즉, 마오쩌둥 사상에서 병사 개개의 정예주의(精銳主義)는 매우 중요한 요소라고 할 수 있다. 결과적으로 승리는 "인심을 얼마나 얻느냐", 그리고 "유격전을 어떻게 지휘하느냐", 마지막으로 "병사의 지적 역량을 얼마나 발전시키느냐"에 따라 달렸다. 바로 이 능력 전반을 지구력(持久力)이라고 하였기에 『지구전론』(持久戰論)이라 한 것이다.
『지구전론』에서 특기할 점은, 군사 행위는 단순한 무력 충돌이 아닌 고도의 정치라는 점을 강조했다는 점이다. 그래서 결국 지구전론은 단순히 무력이 총동원되는 전쟁 상황에서만 사용할 수 있는 논리가 아니다. 이는 문화투쟁과 정당투쟁에서도 사용될 수 있는 논리이다.

## 정치 이론

### 반수정주의
니키타 흐루쇼프 집권 이후 소련은 노골적으로 자본주의국가와의 타협을 시도했으며, 과거 이오시프 스탈린의 이론적 경향성에 대해서 청산주의 입장을 보였다. 이러한 일련의 과정들은 중소분쟁의 시발점이 되었다. 마오쩌둥은 흐루쇼프가 사회제국주의(社會帝國主義) 정책을 취하고 있으며, 당을 수정주의로 지도하여 혁명의 퇴조를 가져온다고 비판하였다. 그리고 그는 동유럽 지역에서 소련의 수정주의를 격렬하게 비판하던 알바니아의 엔베르 호자(알바니아어: Enver Hoxha)와 협력하게 된다. 엔베르 호자는 스탈린 정식을 따르는 철저한 스탈린주의자로, 소련의 수정주의를 비판하는 마오쩌둥의 사상을 받아들였고, 그 결과 교류가 오가면서 마오쩌둥 사상은 '아시아의 반수정주의'로 거듭나게 되었다. 이는 1964년 7월, 흐루쇼프에 대해 논평한 마오쩌둥의 입장에서 극명하게 드러난다.
흐루쇼프가 소련공산당과 국가의 지도자가 된 이래로, 그는 수정주의 정책의 모든 과정을 밀어부쳐 자본주의 세력의 성장을 크게 촉진하였고, 소련 내에서 프롤레타리아와 부르주아 사이의 계급투쟁 그리고 사회주의와 자본주의의 길 사이의 투쟁을 또 다시 첨예하게 만들었다. 지난 몇 년간의 소련 신문 기사를 훑어보면, 소련 사회 내에 과거 착취 계급의 수많은 요소들이 존재하는 것뿐만 아니라 새로운 부르주아 세대의 요소가 거대한 규모로 존재하며, 계급 양극화가 가속되고 있음을 보여주는 수많은 사례를 발견할 수 있다. 먼저 전 인민의 소유인 소비에트기업 내에서의 다양한 부르주아적 요소들을 살펴보자. "국가 소유의 공장에서 지도적 관리들과 그 무리들은 그들의 지위를 남용하여 공장 설비와 재료를 사적 생산을 위한 '비밀 작업장'을 설치하는 데에 사용하고, 생산물을 불법적으로 판매하고 이권을 나누었다." …(중략)… 이제 집단농장에서 다양한 부농 분자들의 활동을 살펴보자. "몇몇 지도적 위치에 있는 집단농장 관리들과 그들의 무리들은 집단농장 자산을 마음대로 훔치고 투기했으며, 자유롭게 공적자금을 탕진하고 사취했다."
 — 마오쩌둥, 『9차 소련공산당 중앙위원회 공개장에 대한 논평』에서
마오쩌둥 사상에서 드러나는 반수정주의의 특징은 다음과 같다.
1. 물질관·운동·양질전환·변증법의 일반적 도식에서 이오시프 스탈린의 정식을 따른다.[34]
2. 마르크스주의의 계승자는 블라디미르 레닌이며, 레닌주의의 계승자는 이오시프 스탈린이라는 것을 공식화한다.[35]
3. 중앙집중적 계획 경제·관제고지·집산화 등 사회주의경제 원칙을 철저히 수호한다.[36]
4. 당내에서 발생할 수 있는 수정주의를 적극적으로 차단한다.
5. 자국우선주의에 기초한 외교가 아닌, 국제주의에 기초한 외교 노선을 취한다.
6. 사회민주주의·유럽공산주의·트로츠키주의 등과 같은 이탈 노선을 철저히 배격한다.

마오쩌둥 사상은 1991년 소련 붕괴 이후 재평가가 되었고, 기존의 마르크스-레닌주의를 계승 및 발전시킨 대표적인 사상으로 인식되었다. '공산당 ML파' 또는 'ML당' 등의 명칭을 갖고 있는 정당이 마오쩌둥 사상을 양대 사상으로 내놓는 것은 우연이 아니라고 할 수 있는데, 현재 반수정주의 국제 단체인 'ML당-ML조직 국제회의'(International Conference of Marxist–Leninist Parties and Organizations, ICMLPO) 국제파와 '혁명당-혁명조직 국제협력'(International Coordination of Revolutionary Parties and Organizations, ICOR)이 마오쩌둥 사상을 공식 이념으로 표방하고 있다.

### 잘못된 경향에 관한 비판
마르크스-레닌주의와 달리, 마오쩌둥 사상은 혁명국가 성립을 위한 현실적인 전략 지침이라는 성격이 훨씬 강하다. 이러한 점에서 마오쩌둥은 혁명가들이 혁명 활동에서 정적 행위를 통해 얻는 이점보다는 부적 행위를 통해 얻는 이점이 크다고 했다. 즉 혁명가는 어떠한 일을 실행하여 인민의 지지를 받고 혁명을 전진시키기보다는, 어떠한 일을 하지 않아서 위의 목표를 달성해야 한다. 마오쩌둥은 자신의 논문 및 주요 작성 문건(주로 1929년에 쓰여진 『당내의 그릇된 사상을 시정하는 문제에 대하여』에서)에서 공산당이 피해야 할 여러 가지 경향을 언급하였는데 그 목록은 다음과 같다.

#### 천두슈 노선 비판
천두슈 노선은 대표적인 투항주의 노선이다. 투항주의(投降主義)는 필연적으로 기술주의(技術主義)와 연결된다.
기술주의는 혁명 활동에서 물질기술적 차원에서의 힘만을 강조하는 경향이다. 장시성 시기부터 옌안 시기까지 공산당은 항상 물자 부족을 겪어야 했으며 이러한 특성으로 인해 경제력은 물론 군사력은 국민당보다 열세였다.
당시 중국공산당 내 적지 않은 공산주의자들은 공산당이 점유한 지역에서의 지배력과 실질적인 힘이 약하다는 이유로 국민당에 투항해야 함을 주장했다. 중국공산당 활동 초기의 역사를 살펴봐도 그렇다. 중국공산당 중앙위원회 초대 위원장인 천두슈는 당시 중국국민당과의 합작 노선에 경도되어 투항주의 일변도로 당을 지도했고 결과적으로 국민당의 공세에 속수무책으로 당해야 했다.
투항주의는 마오쩌둥이 살았던 시기 당시 두 가지 형태로 발현되었다. 하나는 국민당에 투항해야 한다는 것으로, 또 하나는 일본군을 피하여 멀리 달아나야 한다는 투항주의였다. 마오쩌둥은 이 둘 모두 반대하였다.
국민당과의 연합 문제에 있어서 투항주의는 통일전선 문제에서 주요 경향으로 나타날 수 있는 해악이다. 통일전선 노선에 따라 중국공산당은 소생산자는 물론이고 중국의 애국적 지주와 기업가와도 결합해야 했다. 이 과정에서 외연을 확장하면 할수록 공산당은 자체적인 투항주의 문제에서 자유롭지 못 했다. 왜냐하면, 확대된 외연은 곧 공산주의 운동과 긴밀한 관계가 없는 계층의 지지도 흡수한 상태라는 뜻이기 때문이다.
그러나 마오쩌둥은 노농계급에 의한 혁명 지도를 포기할 수 없으며, 외연이 확장이 된다고 하더라도 모든 의식적 방법을 동원하여 지지 세력을 불려나가야 한다고 주장했다. 그리고 동시에 국민당에 대해서는 기본적으로 동맹의 관계를 유지하되, 그들에 대항할 수 있는 힘을 비축하기 위해서 적극 노력해야 함도 강조했다.
투항주의 문제는 혁명 세력이 열세에 처한 모든 지역에서 일어나는 가장 큰 문제점이다. 이러한 상황에서 혁명 세력은 ‘조금 온건적으로 보이는’ 큰 세력에게 종속당하는 경우가 많다. 단기적으로 볼 때 그것이 혁명에 이익일 것 같지만, 장기적으로 볼 때 그것은 혁명 동력의 지대한 상실을 뜻한다. 힘이 약할 경우 혁명 세력은 형식적인 연합을 추구하되, 그러한 유연성이 확보된 공간 내에서 최대한 힘을 비축하여야 한다.

#### 취추바이 노선 비판

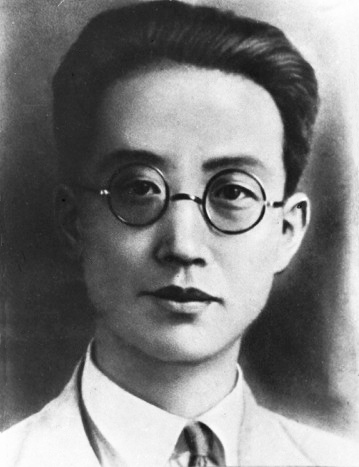
취추바이는 무한, 추수, 광저우에서 도시 봉기를 일으키는 것을 지도하였으나 모두 실패하였다. 취추바이 노선은 오늘날 대표적인 맹동주의 노선으로 알려져 있다.

취추바이 노선은 대표적인 맹동주의(盲動主義) 노선이다. 맹동주의 그 행동의 처참한 결과에 의해 모험주의(冒險主義)와 같은 뜻으로 이해된다.
맹동주의에 관한 비판은 『당내의 그릇된 사상을 시정하는 문제에 대하여』 내 ‘맹동주의 잔재에 대하여’에 대한 주제를 통해 확인할 수 있다. 맹동주의는 혁명 투쟁, 활동에서 철저한 이론적 검증, 실천적 검증 없이 무조건적으로 과격하게 나아가는 행위를 의미한다. 이것은 인간이 갖고 있는 감정적 측면에 의해 발생하는 문제인데, 맹동주의 후과는 전체 혁명에 가장 큰 피해를 주며, 무의미한 희생은 물론 인민의 지지까지 잃게 만드는 당내에서 가장 큰 잘못된 경향 중 하나이다.
맹동주의를 예방하기 위해서는 혁명에 동참하는 모든 구성원에게 철저한 이론 교육을 해야 하며, 그들이 대중과 괴리되지 않기 위해서 항상 대중과 함께 어울리게 할 필요가 있다.
맹동주의에 관한 비판은 레닌의 『좌익공산주의라는 소아병』(러시아어: Детская болезнь "левизны" в коммунизме)에서도 확인할 수 있다. 일보를 물려서 이보를 전진하려는 모든 행위에 대한 무의미한 반대 시도가 바로 맹동주의이다. 동시에 마오쩌둥은 맹동주의가 지나친 결과중시적 사고로부터 나온다고 지적했다. 결과에서 얻을 수 있는 최상의 상태를 미리 정해놓고, 과정상의 문제를 생각하지 않는 것이다. 그 결과 무리한 결과를 도출하기 위해 무리한 행위를 하고 결국 목적도 이룰 수 없는 것이 맹동주의이다. 이는 마오쩌둥이 1927년부터 경험한 것을 토대로 한 것이다.
당시 공산당의 지도적 역할을 수행하고 있던 취추바이는 극단적인 맹동주의 노선에 따라 당을 지도했고 그 결과 난창 봉기와 같은 사례와 같이 처참한 결과를 불러왔다.

#### 리리싼 노선 비판
리리싼 노선은 대표적인 교조주의, 종파주의 노선이다. 교조주의는 마오쩌둥의 문헌 내내 나오는 용어이며, 모든 문헌에 있어서 가장 기초로 되는 비판 지점이다. 교조주의는 본래 블라디미르 레닌이 독일의 마르크스주의자는 물론, 러시아 내 경제주의자들을 비판했을 때 사용했던 용어이다. 본래 러시아 내에서 교조주의는 사회주의혁명 단계에서 무조건 발달된 자본주의를 추구하는 경향을 가리켰다.
예를 들어, 교조주의자는 러시아 내 자본주의가 발달하지 못 했다는 이유로 사회주의혁명을 방기하고, 자본주의가 발달할 때까지 기다려야 한다는 입장을 갖고 있었는데, 이러한 것이 바로 경제주의이며 교조주의의 핵심이다. 보통 이러한 교조주의 사상은 카를 마르크스 텍스트에서 철학(유물론, 유적 존재, 변증법 등) 이론을 이해하지 못 했거나, 경제학 이론만을 부분적으로 습득한 분자로부터 발생한다. 이러한 주장은 마오쩌둥이 혁명에 참여했을 당시 중국에 대해 무조건적으로 ‘사회주의혁명‘’을 추구해야 한다는 극좌 분파들의 주장으로 압축할 수 있다. 당시 중국은 반(半)봉건 상태였으므로 사회주의혁명 단계가 아니었으며, 혁명을 진행하기 위해서는 당대 중국 현실에서 존재하던 다양한 계급을 하나로 뭉쳐야 할 필요성이 있었다. 그리고 이것이 마오쩌둥의 신민주주의 노선이었다.
1934년 8월 2일 코민테른의 방침이 존재하기 전까지 교조주의자들은 지속적으로 자본주의 단계에서의 혁명인 사회주의혁명을 추구하였다. 그러나 코민테른의 방침에서 중국의 혁명 단계를 인민민주주의 혁명 단계로 규정하면서 이 논쟁은 마오쩌둥의 승리로 끝났다. 1935년 12월 27일 마오쩌둥은 『일본제국주의에 반대하는 전술에 대하여』에서 통일전선의 성격을 갖는 인민정부의 성립과 이 성격에 대한 강화를 강조하는 동시에 당내 교조주의자의 소비에트노선이 옳지 못 함을 다시 논증했다.

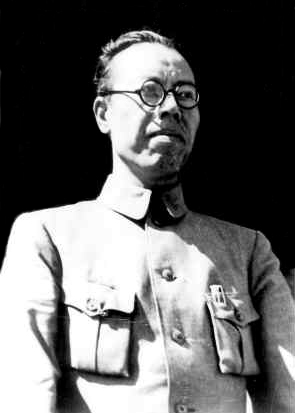
1928년부터 중국공산당의 지도적인 역할을 맡았던 리리싼은 당내에 종파를 형성하고, 마르크스주의를 교조적으로 해석하여 도시 혁명을 고집하였다. 결과는 참담하였다.

종파주의(宗派主義)는 당내에서 무리하게 파(派)를 형성하고 자파(自派) 확장을 위하여 혁명을 방해하는 경향을 뜻한다. 본래 종파주의는 블라디미르 레닌이 러시아 사회민주노동당 내 소부르주아적(멘셰비키적) 경향을 비판하기 위해 고안한 용어였으나, 당시 중국 혁명에서도 러시아 혁명 초기의 상황과 유사한 상황이 나타났기에 마오쩌둥이 아닌 다른 혁명가에 의해서도 자주 쓰였다.
종파주의자들은 스스로의 파를 확장시키기 위해 일단 반대파의 잘못을 어떻게든 찾아낸 다음 부풀린다. 그러나 그렇게 부풀림에도 소용이 없게 되면 없는 죄를 만들어서 당내에서 분열책동을 일으킨다. 그렇게 하여 공산당 특유의 당내 토론 분위기를 형성하여 당원 사이를 이간질하여 거대 분파를 형성한다. 그리고 그 거대 분파는 위와 같은 과정으로 다시 분파가 생성되어 무한소급의 길로 나간다. 결국 종파 행위로 인해 당은 사분오열이 되어 찢겨져 나가게 된다.
마오쩌둥은 종파적 사고 방식이 혁명의 단결성을 저해하는 것은 물론이고 당의 해체까지 이르게 할 수 있는 중대한 해독 행위라고 했다. 따라서 종파를 만드려는 행위 자체가 해악하기에 당내 종파 형성의 엄금을 주장하였다.
마오쩌둥은 정풍운동을 통하여 종파를 제거하였고 종파 행위를 엄금하였다. 이러한 비판은 조선 공산주의 운동 상황에도 적용되었다.
1920년대에서 1930년대 초반까지 만주에 있던 조선인 공산주의자들은 종파적 사고에 상당히 익숙한 상태였는데, 이른바 화요파, 엠엘파, 서상파 등으로 나눠져서 서로 암살까지 벌이는 수준의 참극을 보여주기도 하였다. 그러나 1934년 코민테른에서 반파시즘 인민전선론이 채택되고나서 비로소 종파적 맹동이 가라앉을 수 있게 되었다.

#### 왕밍 노선 비판
왕밍의 노선은 때에 따라 그 방향성이 바뀌었다. 1920년대 후반에서 1930년대 중반까지 그의 노선은 리리싼 노선과 같은 것이었으며, 옌안 시기에는 국민당에 대한 투항주의 노선으로 점철이 되어있었다. 마오쩌둥은 정풍 운동을 주도하여 왕밍의 노선은 잘못된 노선이라고 비판하였다. 왕밍의 노선은 자국의 상황을 고려하지 않고 무조건 외국의 사례와 그들의 지시에만 따르려는 경향을 일컫는 노선으로 널리 알려지게 되었다.
왕밍은 현실에서 드러나는 구체적 정보에 근거하지 않고 오로지 카를 마르크스의 지엽적 텍스트에만 중시하는 모습을 보여줬다. 마오쩌둥은 이를 서책주의(書冊主義)라고 하였다. 서책주의는 현실에 초점을 맞추지 않고 서적에 나온 것을 기계적으로 이해한 다음 생각을 멈추는 경향을 말한다. 중국의 초기 공산주의자들은 카를 마르크스와 블라디미르 레닌의 문건을 기계적으로 해석하여 통일적인 방침을 내놓지 못 하고 있었다. 그 결과 수많은 시행착오를 겪어야 했다. 문제는 홍군 창설 후에도 대부분의 공산주의자들이 서책주의에 빠져서 현실적인 투쟁 지침을 만들어내지 못 했다는 것이다.
1930년 5월 마오쩌둥은 당시 소련 유학파 집단인 볼셰비키파를 비판하는 문건으로 『서책주의를 반대하자』라는 글을 썼다. 여기서 마오쩌둥은 혁명의 성공을 위해서라면 가능한 한 모든 지식을 동원해야 함을 강조한다. 수많은 공산주의 서적은 혁명에 커다란 정당성과 행동의 전제를 부여하지만, 그것이 현실에 필요한 모든 수단을 가르쳐주는 만능이 아니라고 하였다. 그는 혁명의 진전을 위해서라면 고대의 서적도 또한 충분히 수단으로서 활용할 수 있다고 하였으며, 무엇보다 중요한 것은 객관적인 실정 조사를 통하여 현실적인 계획을 수립하는 것이라 하였다.

## 사상적 영향
마오쩌둥 사상은 마르크스주의자 단체와 정당의 행동 반경을 넓힐 수 있게 한 원천 이론이었다고 평가받는다.
마오쩌둥 사상은 1956년 헝가리 혁명, 1968년 프라하의 봄 등으로 소비에트 연방에 실망한 서유럽 좌익 지식인에게 영향을 주었다. 실존주의자이기도 한 장 폴 샤르트르도 이때 마오쩌둥 사상을 접하며 사상적 영감을 받기도 했다.
1949년 건국 이래 중화인민공화국과 중국공산당은 반제국주의 운동을 지원하였으나, 지도자인 마오쩌둥의 편집증과 우울증 그리고 감정기복이 극심하다 못해 극단으로 치닫으면서 해방 운동에 있어서는 1970년대부터 더 이상의 영향력을 행사하지 못했다.
말년의 마오쩌둥이 홍위병을 탄압하며, 린뱌오를 살해하고, 심지어 미국과 우호적인 관계를 주장하는 등 이상하고 근본없는 정책을 펴자 수많은 마오이스트 조직이 더 본질적이고 정통적인 마르크스-레닌주의 노선을 지향하며, 마오쩌둥 사상을 비판하고 호자주의로 이탈하였다.

### 동북아시아에서의 사상적 영향

#### 일본에서 마오쩌둥 사상의 영향
마오주의자 사이에서 조차도 그의 이상한 말년 행적을 두고 온갖 갑론을박과 논란이 많다. 그럼에도 불구하고 마오주의는 동북아시아에서도 영향력을 발휘했는데 특히 일본에서는 마오쩌둥 사상이 트로츠키주의와 함께 운동권 지분을 균등하게 양분하였고, 1960년대부터 1980년대까지 일본 좌익을 대표하는 이념으로 자리잡았다.
제도권에서도 마오쩌둥 사상은 큰 영향력을 끼쳤는데 그 대표적인 사례가 일본공산당과 일본사회당이다. 일본공산당은 마오주의의 인민전쟁 전술에서 영감을 받아 산촌공작대를 조직하여 유격전을 벌였으며, 일본 사회당에서는 사회당 좌파 경향 내에서 마오이스트 조직이 형성될 정도였다.
오늘날에도 일본에는 많은 마오이스트 조직이 존재하는데 그중 하나가 일본공산당 행동파이다. 다른 정파들에 비해 일본 공산당 행동파는 정통적인 마오이스트 노선을 취하고 있다.

#### 조선민주주의인민공화국에서 마오쩌둥 사상의 영향
마오쩌둥 사상은 조선민주주의인민공화국의 현대사에도 영향을 주고 있다. 1949년 이후 조선민주주의인민공화국의 행정부와 조선로동당 본부에는 마오쩌둥의 초상화가 걸렸다. 김일성은 마오쩌둥을 공산주의의 위대한 선구자로 생각하며, 카를 마르크스나 이오시프 스탈린과 같은 지배적인 지위로 여겼다. 1953년 스탈린이 사망하고, 한국전쟁이 휴전으로 끝나며 당국에서 소련의 입지가 감소하였고, 그에 따른 반작용으로 마오쩌둥 사상의 입지는 증가하였다. 1955년부터 김일성은 자신을 마오쩌둥과 같은 위치로 격상시켰다.
1955년 소련의 권력투쟁에서 승리한 니키타 흐루쇼프가 집권하고 이듬해인 1956년부터 반스탈린주의 정책들을 연거푸 발표하자 김일성은 스탈린 격하 운동에 회의적인 입장을 취하면서 마오쩌둥 사상의 반수정주의적 요소에 동의하였다.
그러나 김일성이 소련의 이오시프 스탈린에 대한 평가절하에 반대한 것은 개인적인 감정보다는 1956년 후르쇼프 정권의 조선민주주의인민공화국에 대한 경제적 지원의 대규모 삭감과 미국과의 평화공존론 때문이었다. 이 무렵부터 김일성은 소련 중심의 동구권과의 외교관계보다는 마오쩌둥과의 친밀함을 우선시여기며 그를 적극적으로 모방했다.
김일성의 마오쩌둥 모방은 1950년대 후반 최고조였으며, 김일성의 주도로 조선민주주의인민공화국은 마오쩌둥 사상을 경제에도 도입했다. 대표적인 사례로는 마오쩌둥의 대약진 운동을 모방한 천리마 운동이 있는데 중공업 육성, 과도한 생산 목표 등 세부적인 측면에서도 일치하였다. 중화인민공화국과 조선민주주의인민공화국은 다양한 분분야에서 합일을 추구했으나, 1966년 마오쩌둥이 문화대혁명을 일으키고 홍위병이 김일성의 행적을 신랄하게 비판하면서 양국의 관계는 급속히 악화되었다.
이에 따라 조선민주주의인민공화국은 마오쩌둥 사상에 입각한 정책들을 대거 중단하고 마오쩌둥에 대한 비난성명을 발표했다. 이때부터 마오쩌둥 개인의 영향력은 조선민주주의인민공화국에서 완전히 퇴색되었고, 마오쩌둥 사상은 1972년에 등장한 김일성의 독자적인 이념인 주체사상의 일부 주제에만 영향력을 미치는 수준에 그치게 되었다.

#### 대한민국에서 마오쩌둥 사상의 영향
1946년 설립된 남조선로동당은 마오쩌둥 사상을 수용하였다. 1947년부터 남한 지역에서도 마오쩌둥이 쓴 서적들이 대규모 출판되고 남조선로동당에 결집한 마르크스-레닌주의자들 사이에서도 마오쩌둥 사상에 대한 지지는 매우 높았다.
그러나 1948년 수립된 대한민국 정부가 좌익 당파를 대규모 탄압하고 1949년에는 남조선로동당이 해산되며 마오쩌둥 사상은 제도권에서 영향력을 상실하게 된다. 1953년 한국전쟁 종전 이후에도 이어진 탄압으로 남한 지역에서는 결국 사회주의가 몰락했으나, 1980년대 초반 대한민국 운동권의 일부 급진적 정파가 마오쩌둥 사상을 재해석해 국내에 도입하면서 이목을 끌기도 했다. 마오쩌둥 사상을 이들은 대한민국에서 사회주의를 다시 부활시켰다.
1980년대 중반에는 마오쩌둥에게 영향을 받은 지식인들도  마오주의에 영향에서 받은 김일성이 만든 독자이념인 주체사상에 동조하여 주체사상파를 형성하거나 마오쩌둥 사상을 부분적으로 민중민주파를 결성하며 흩어졌다.
이로서 대한민국에서 마오쩌둥 사상에 대한 관심은 미비해졌으며, 1990년대 후반과 2000년대 초반에 걸처 운동권이 쇠퇴하며 대한민국의 좌익 진영에서 마오쩌둥 사상은 사회민주주의나 제3의 길를 비롯한 다른 이념들에게 자리를 내주고 몰락하였다.

## 마오주의 조직
마오쩌둥 사상을 정식 이념으로 채택한 정당은 세계 곳곳에 퍼져있다. 대다수의 마오주의 정당 또는 단체는 제3세계 농업국가에서 활동하고 있으나, 일부는 마오주의 조직은 산업국가에서 활동하기도 한다. 또한, 공식적으로 ‘마오쩌둥 사상’을 채택하였으나 그 세부적인 이론과 현실 노선은 같은 마오이스트 정당일지라도 상당히 다르기 때문에 마오이스트 정당 조직을 한 가지 양상으로 정리하기 굉장히 어렵다. 일부의 마오주의 정당은 철저한 폭력혁명노선을 따르기 때문에 불법 정당으로 활동하고 있다.

### 네팔
네팔 공산당 중앙파가 마오주의 이념을 채택하고 있다. 이들의 지도자인 프라찬다는 오랫동안 공화정 수립을 위한 정치 운동을 벌였으며, 결국 네팔 왕조를 무너뜨리는 데 성공한다. 네팔은 이로 인해 2008년 공화정 체제로의 전환을 성공했다. 그러나 공화정 수립 이후의 정치에서는 내분으로 인해 분열되어 약화된 상태이다. 독자적인 군사 조직으로는 네팔 인민해방군(जनमुक्ति सेना, नेपाल)이 있다.

### 미국
미국 진보노동당과 미국 혁명공산당이 있다. 전자는 이오시프 스탈린의 레닌주의 해석에 쏠린 경향이 있지만, 마오쩌둥 사상도 또한 받아들이는 추세이다. 1966년에 창당된 흑인해방운동 단체인 흑표당도 또한 마오쩌둥 사상의 일면을 받아들이기도 하였다.

### 인도
인도에는 '인도 공산당'이라는 이름을 가진 공산주의 정당이 굉장히 많이 존재하는데 그 중에 마오주의를 따르는 마오주의 계열 인도 공산당이 존재한다. 이들은 동북 지대에서 해방구를 몇 운영하고 있는데 인도 정부에서는 이를 붉은 회랑이라고 칭한다. 독자적인 군사 조직으로는 낙살라이트(Naxalite)가 있다.

### 중화인민공화국
중국 공산당은 마르크스-레닌주의, 마오쩌둥 사상, 삼개대표론(三個代表論)을 정식 이념으로 채택하고 있다. 그러나 마오쩌둥 사후 사실상 수정주의 및 개량주의 노선을 걷기에 실질적으로 마오쩌둥주의 조직이라고 하기 어려운 점도 또한 존재한다. 중국 마오주의 공산당의 경우도 마오쩌둥 사상을 당의 주요 이념으로 채택하고 있으나, 실질적인 정당 역할을 하고 있지 못 하고 있다.

### 캄보디아
민주 캄푸치아를 수립했던 크메르 루주가 존재했으나, 1999년에 수뇌부가 현 캄보디아 정부에 항복을 선언하였다. 크메르 루주는 민주 캄푸치아 시기에 극단적인 공산화 추구로 수많은 인명 피해를 초래하였다.

### 태국
태국 공산당이 마오주의를 공식 이념으로 채택하고 있으나 법적으로 불법지하정당으로 분류되기에 현실 정치에 등장하지 않고 있다.

### 터키
터키 마오주의 공산당이 마오주의를 공식 이념으로 채택하고 있다. 터키 정부는 이들 단체로 테러 조직으로 취급하고 있기 때문에 사실상 불법 단체이며, 독자적인 군사 조직으로는 터키 인민해방군(People's Liberation Army)이 있다.

### 페루
페루의 반군 조직이자 공산주의 정당인 빛나는 길(Sendero Luminoso)이 마오쩌둥 사상을 이념으로 채택하고 있다. 이들은 페루 정부를 전복시키고 공산주의 국가를 수립하는 것을 목표로 하고 있으며 페루 인민유격대(Ejercito Guerrillero Popular)라는 독자적인 군사 조직도 갖추고 있다.

### 필리핀
필리핀 공산당은 마오쩌둥 사상을 당의 정식 이념으로 채택하고 있다. 필리핀 공산당은 유격 근거지 및 점령지를 해방구로 선포하고 이들 관리 지역을 묶어 필리핀 국민민주전선이라는 통일전선 정부를 운영하고 있다. 필리핀 신인민군(New People's Army)이라는 독자적인 군사 조직도 갖춘 상태이다.

## 같이 보기
- 곤잘로 노선
- 덩샤오핑 이론
- 종속 이론
- 주체사상
- 포코 이론
- 프라찬다 노선
- 호자주의

## 참고 문헌
- 미우라 츠도무 저, 정민 역, 『모택동사상 연구 I』(한울, 1985)
- 허만원 저, 주혜란 역, 『생각의 역사』(이른아침, 2005)
- 마오쩌둥 저, 김승일 역, 『실천론 모순론외』(범우사, 2001)
- 마오쩌둥 저, 김승일 역, 『모택동 선집 I-IV』(범우사, 2001)
- 마오쩌둥 저, 이등연 역, 『마오쩌둥 주요 문선』(학고방, 2018)